# Emiliano Zapata, Huaquechula
Emiliano Zapata är en ort i Mexiko.   Den ligger i kommunen Huaquechula och delstaten Puebla, i den sydöstra delen av landet, 100 km sydost om huvudstaden Mexico City. Emiliano Zapata ligger 1 538 meter över havet och antalet invånare är 144.
Terrängen runt Emiliano Zapata är varierad, och sluttar söderut. Runt Emiliano Zapata är det ganska tätbefolkat, med 104 invånare per kvadratkilometer. Närmaste större samhälle är Atlixco, 19,3 km norr om Emiliano Zapata. Omgivningarna runt Emiliano Zapata är en mosaik av jordbruksmark och naturlig växtlighet.